# Lista de membros da Royal Society eleitos em 1954
Esta página lista Membros da Royal Society eleitos em 1954.

## Fellows
- Sir Derek Barton[2]
- Sir Thomas MacFarland Cherry[3]
- Sir Ernest Gordon Cox[4]
- Sir Frederick Charles Frank[5]
- Sir Austin Bradford Hill[6]
- Edwin Sherbon Hills[7]
- Christopher Hinton[8]
- Frederick Ernest King[9]
- Heinrich Gerhard Kuhn[9]
- Hans Lissmann[10]
- Frank Campbell MacIntosh[11]
- Leonard Harrison Matthews[12]
- Joseph Pawsey[13]
- Max Perutz[14]
- Alfred Pippard[15]
- Rosalind Pitt-Rivers[16]
- Reginald Dawson Preston[17]
- John William Sutton Pringle[18]
- Francis John Richards[19]
- Claude Rimington[20]
- Werner Wolfgang Rogosinski[21]
- Frederick Sanger[22]
- Otto Struve[23]
- Henry Thode[24]
- William Alexander Waters[25]
- Carrington Bonsor Williams[26]

## Foreign Members
1. Karl Ritter von Frisch[27]
2. Otto Loewi[28]
3. Karl Siegbahn[29]